# 天主教安克雷奇-朱诺总教区
天主教安克雷奇-朱諾總教區（英語：Roman Catholic Archdiocese of Anchorage-Juneau）是美國一個羅馬天主教教省總教區，也是該國三十二個總教區之一。教座位於安克雷奇。
總教區於2020年時有55297名教友（佔轄區總人口9.8%）、32個堂區和47名司鐸，面積為32萬932平方公里。
現任總主教為安德肋·貝利薩里奧，安克雷奇總教區榮休總主教為羅哲·L·施維茨。
1966年1月22日成為總教區。此總教區於2020年5月19日因與朱諾教區合併而更名為安克雷奇-朱諾總教區。